# ابتسام لطفي
ابتسام لطفي (ولدت في سنة 1950) هي من أولى المغنيات في المملكة العربية السعودية، وأول مغنية على الإذاعة السعودية.

## حياتها

### الحياة الخاصة
ولدت ابتسام في سنة 1950 في مدينة الطائف، وسماها أهلها خيرية وكانت أمها تسميها بسمة، تميزت في سن مبكر بصوتها الجميل في ترتيل وتجويد الآيات القرآنية، وتعلمت في الكتاتيب، أصيبت في طفولتها بمرض مزمن أدى إلى فقدانها البصر، وهكذا تعرفت على العمى منذ الصغر، ولكن - حسب وصف ابتسام - فقد عوضتها والدتها عن شعورها وكانت لها كل شيء حيث تقول: «هي التي ساعدتني على تخطي كل الصعاب وشجعتني ولم تعاملني كفنانة فقط، بل كطفلة أيضًا، كذلك هي التي اكتشفت موهبتي». بدأت ابتسام بالغناء في عمر الخامسة، وتأثرت بالمغنية أم كلثوم. لم تتزوج الفنانة ابتسام وبررت ذلك بانشغالها بالفن عن الزواج.

### الحياة المهنية
في نهاية الستينات الميلادية قابلت ابتسام - خيرية آنذاك - الملك فيصل آل سعود فطلبت منه أن يسمح لها بالغناء في الإذاعة السعودية وبعد شهرين قُبلت في الإذاعة وغنت أول أغانيها في الإذاعة «عبير» وبعد ذلك أغنية «نام القمر بدري» وهما من كلمات أحمد قنديل وألحان عمر كدرس. غنت ابتسام لاحقاً أغنية «البارحة» لصالح الصالح من قصيدة لابن لعبون وألحان سلامة العبد الله، وهي باللهجة النجدية. التقت ابتسام بالفنان طلال مداح وغنت «فات الأوان» من ألحان طلال مداح وكلمات لطفي زيني وكانت رداً على ذات الأغنية ولكن من ألحان طارق عبد الحكيم. كان هذا هو التعاون الوحيد بينها وبين طلال مداح ولكنه لم يمنعها من أن يسميها باسمها الذي اشتهرت به ابتسام لطفي.
كتب لها طاهر زمخشري أغنية «النجوى الهامسة» والتي لحنتها ابتسام بنفسها ولكن تحت اسم مستعار هو أبو عماد، ثم غنت «جسر الصبر»، و«روابي تونس»، و«ابتسامة الصباح»، و«لو تسألوني». التقت ابتسام بالفنان أحمد رامي في جدة عندما أتى لها حيث قدمها له طاهر زمخشري، وعند عودته للقاهرة لم يستطع أن يودعها ووعدها بدلاً من ذلك بأن يرسل لها رسالة، فكانت قصيدة «ردك الله سالماً»، واحتفظت بها ابتسام إلى أن دعاها عبد الحميد يونس مدير التلفزيون المصري آنذاك وقدمها للملحن رياض السنباطي الذي لم يعتقد بموهبتها في البداية وشكك فيها فأدت أغنية «ردك الله سالماً» كبروفة أمامه بعد عقد موقعٍ معه لتلحينها، وعندما سمعها انبهر بها ومزق العقد وأهداها اللحن وأعتذر لها. بعد ذلك كتب أحمد رامي أغنية «بعد الحبيب» لها والتي لحنها محمد الموجي، ثم كتب لها «لوعة» التي لحنها أحمد صدقي.
غنت ابتسام أيضاً مقدمة ونهاية المسلسل المصري وسقط حائط الأحزان وهي من كلمات مجدي نجيب وألحان محمد الموجي. غنت ابتسام أيضاً على المسرح المصري أمام محمد أنور السادات في سنة 1974 في ذكرى الانتصار في حرب أكتوبر. لاحقاً وُجِّهت لها دعوة من الاتحاد القومي للمكفوفين في تونس برعاية من وسيلة بورقيبة زوجة الحبيب بورقيبة وقدمت في تونس 5 حفلات تبرعت بريعها للاتحاد القومي للمكفوفين، ثم التقت بالرئيس في حفل خاص في قصر قرطاج وغنت أغاني الحفلات الخمسة بما فيها أغنية «آنستنا» وصادف ذلك عودة الرئيس من سفر في نفس اليوم، وقد أهداها الرئيس ثوباً تونسياً تقليدياً.
حصلت ابتسام على عدد من الألقاب في حياتها المهنية فقد لقبها أحمد رامي بلقبين هما كوكب الجزيرة وأم كلثوم الصغيرة وشادية العرب. كما لقبها طاهر زمخشري بلقب عاشقة الأدب

### الاعتزال ثم العودة
قل ظهور ابتسام في الثمانينات الميلادية وانقطعت عن الساحة الفنية تماماً في 1988 إثر موت والدتها والذي اعتبرته «نكسة» بالنسبة لها، ولكنها أعلنت عودتها للساحة الفنية في سنة 2013 بعد انقطاع دام 23 سنة؛ حيث سجلت مجموعة من الأغاني لإذاعة صوت الخليج بمشاركة المغني عبادي الجوهر، والمغني علي عبد الكريم، والمغني طلال سلامة. ظهرت أيضاً على شاشة قناة روتانا خليجية حيث عرفت بنفسها وسردت قصة حياتها قبل الاعتزال وغنت عدداً من أغانيها القديمة، كما ألقت اللوم بشكل جزئي على الإعلام في تغييبها حيث سؤلت في اللقاء: «هل غيب الإعلام ابتسام لطفي؟» فأجابت: «كثير». كُرمت ابتسام من قبل الجمعية السعودية للمحافظة على التراث برعاية الأميرة عادلة بنت عبد الله بن عبد العزيز آل سعود.

## قائمة الأعمال
وفقاً لابتسام فقد تجاوزت أعمالها الغنائية أكثر من 60 إلى 70 عملاً، وتجاوزت أعمالها كلها بما فيها الإذاعية وفقاً لتقرير جريدة الرياض 150 عملاً، ومنها:
| م  | العمل                 | كلمات                    | ألحان               |
| -- | --------------------- | ------------------------ | ------------------- |
| 1  | عبير                  | أحمد قنديل               | عمر كدرس            |
| 2  | نام القمر بدري        | أحمد قنديل               | عمر كدرس            |
| 3  | البارحة               | صالح الصالح              | سلامة العبد الله    |
| 4  | فات الأوان            | لطفي زيني                | طلال مداح           |
| 5  | النجوى الهامسة        | طاهر زمخشري              | ابتسام لطفي         |
| 6  | جسر الصبر             | x                        | x                   |
| 7  | روابي تونس            | x                        | x                   |
| 8  | ابتسامة الصباح        | x                        | x                   |
| 9  | لو تسألوني            | x                        | x                   |
| 10 | وداع                  | أحمد رامي                | رياض السنباطي       |
| 11 | بعد الحبيب            | أحمد رامي                | محمد الموجي         |
| 12 | لوعة                  | أحمد رامي                | أحمد صدقي           |
| 13 | صمت الدروب            | الأمير بدر بن عبد المحسن | مطلق الذيابي        |
| 14 | أسهى بكرة             | صالح الصالح              | طارق عبد الحكيم     |
| 15 | هنا جيت               | أحمد الصادق              | عمر كردس            |
| 16 | ينام الليل            | أحمد السعد               | عبد الله محمد       |
| 17 | أهواك                 | طاهر زمخشري              | جميل محمود          |
| 18 | شوف                   | محمد طلعت                | جميل محمود          |
| 19 | سؤالك سؤال            | أحمد شريف الرفاعي        | عبد العظيم محمد     |
| 20 | أقصم فؤادي            | إسماعيل صبري             | عبد العظيم محمد     |
| 21 | أنا لن أعيش           | أحمد رامي                | عمر كدرس            |
| 22 | ساحر أنت يا قمر       | سعد البواردي             | محمد الموجي         |
| 23 | ليلة سهر              | الأمير بدر بن عبد المحسن | محمد الموجي         |
| 24 | ساعة لقاء             | إبراهيم ناجي             | عبد الحميد إبراهيم  |
| 25 | نار الشوق             | فاروق شوشة               | أحمد صدقي           |
| 26 | عذاب السنين           | أمين قطان                | أحمد صدقي           |
| 27 | أمي                   | طلال طائفي               | جميل محمود          |
| 28 | يا غائبين             | يزيد بن معاوية           | أحمد صدقي           |
| 29 | نداء                  | x                        | x                   |
| 30 | على ضفاف الهوى        | x                        | x                   |
| 31 | عادت بك الأفراح       | x                        | x                   |
| 32 | فرحة العيد            | سعد الخريجي              | عبد العزيز الحسين   |
| 33 | بدر السعادة           | x                        | x                   |
| 34 | بسم الله              | خالد زارع                | سامي إحسان          |
| 35 | الحداد                | x                        | x                   |
| 36 | ارتاح وريحني          | عبد الله الجار الله      | سامي إحسان          |
| 37 | باكر سفرك             | عهد                      | حمدان البريجي       |
| 38 | توادعنا وتواعدنا      | عبد الله الجار الله      | سراج عمر            |
| 39 | اتحبني                | أحمد شريف الرفاعي        | عبد العظيم محمد     |
| 40 | أسفر الصبح            | طاهر زمخشري              | طارق عبد الحكيم     |
| 41 | اتلمت الحبايب         | x                        | x                   |
| 42 | الله لا يحرمني منك    | ناشي الحربي              | محمد شاكر           |
| 43 | الله يا قليبة         | فائق عبد الجليل          | محمد شاكر           |
| 44 | أنا لعيونه            | الأمير بدر بن عبد المحسن | مطلق الذيابي        |
| 45 | يا هلا بك يا هلا بك   | محمد الرشيد              | سلامة العبد الله    |
| 46 | أهلا وسهلا            | شاعرة البادية            | سراج عمر            |
| 47 | حاول كذا وجرب         | ثريا قابل                | فوزي محسون          |
| 48 | حبيبتي                | جواد الشيخ               | عبد الرحمن الحمد    |
| 49 | دار الهوى دار         | x                        | x                   |
| 50 | سافروا                | x                        | x                   |
| 51 | عساك بخير             | الأمير عبد الله الفيصل   | سراج عمر            |
| 52 | فارج الهم             | x                        | x                   |
| 53 | في حارتنا ولا يجينا   | x                        | x                   |
| 54 | روح احمد الله وبس     | صالح جلال                | فوزي محسون          |
| 55 | قال المولع اسمع       | x                        | x                   |
| 56 | لا لا ضو القمر        | أبو نجيب                 | حمدان البترجي       |
| 57 | لا لا يا الخيزرانة    | x                        | x                   |
| 58 | لو تحبني لا تسافر     | مبارك الحديبي            | عبد الرحمن البعيجان |
| 59 | ليالي نجد وينك        | الأمير بدر بن عبد المحسن | سراج عمر            |
| 60 | ناس كثير              | أمين قطان                | أحمد صدقي           |
| 61 | نالت على يدها         | يزيد بن معاوية           | x                   |
| 62 | يا حبيبي آنستنا       | إبراهيم خفاجي            | سراج عمر            |
| 63 | يا سارية خبريني       | x                        | x                   |
| 64 | يا نور عيني           | الأمير عبد الله الفيصل   | سراج عمر            |
| 65 | يا هلي ارحموا         | ريم الصحراء              | سلامة العبد الله    |
| 66 | يا طير ماذا الصياح    | x                        | x                   |
| 67 | عشقته                 | x                        | x                   |
| 68 | أفديه إن حفظ الهوى    | x                        | x                   |
| 69 | بلغوها                | x                        | x                   |
| 70 | إلى بيت الله العتيق   | عبد الملك عبد الرحمن     | أحمد صدقي           |
| 71 | طول يا ليل            | x                        | x                   |
| 72 | حيرة                  | راضي صدوق                | محمد عبده           |
| 73 | مشتاق يا أبها         | محمد القرني              | حمدان البريجي       |
| 74 | عادت بك الأفراح       | x                        | x                   |
| 75 | سهرنا                 | عبد الله الجار الله      | سراج عمر            |
| 76 | والله ما اخترت الفراق | شمس الدين الكوفي         | x                   |
| 77 | يا أهل الكويت         | x                        | x                   |
| 78 | مالك مكان عندي        | ابتسام لطفي              | حمدان البريجي       |
| 79 | سواليف                | ابتسام لطفي              | x                   |
| 80 | رائد المسيرة          | x                        | x                   |
| 81 | حاول كده وجرب         | x                        | x                   |
| 82 | من بعد مزح ولعب       | x                        | x                   |